# Liste der Baudenkmäler in Vossem
Die Liste der Baudenkmäler in Vossem enthält die denkmalgeschützten Bauwerke auf dem Gebiet der Stadt Erkelenz im Kreis Heinsberg in Nordrhein-Westfalen (Stand: Oktober 2011). Diese Baudenkmäler sind in der Denkmalliste der Stadt Erkelenz eingetragen; Grundlage für die Aufnahme ist das Denkmalschutzgesetz Nordrhein-Westfalen (DSchG NRW).

| Bild               | Bezeichnung        | Lage                      | Beschreibung | Bauzeit                    | Eingetragen seit  | Denkmal- nummer |
| ------------------ | ------------------ | ------------------------- | --- | -------------------------- | ----------------- | --------------- |
| Wegekreuz von 1888 | Wegekreuz von 1888 | Vossem An Vossem 19 Karte | Werkstein mit Korpus, gefasst, im Sockel Inschrift und Jahreszahl, schmiedeeiserne Umfassung.                         | 1888                       | 30. November 1983 | 84              |
| Wohnhaus           | Wohnhaus           | Vossem Eckartshof Karte   | 4-flügelige Backstein-Hofanlage, Wohnhaus, Fassade, Dach und Treppe, niedriges Nebengebäude, Türgewände in Blaustein. | Mitte des 19. Jahrhunderts | 30. November 1983 | 85              |